# Allschwil
Allschwil är en ort och kommun i distriktet Arlesheim i kantonen Basel-Landschaft i Schweiz. Kommunen har 22 110 invånare (2023). Invånarantalet gör Allschwil till den folkrikaste kommunen i kantonen Basel-Landschaft. Orten är en förort till staden Basel.
En majoritet (85,6 %) av invånarna är tyskspråkiga (2014). En italienskspråkig minoritet på 2,5 % lever i kommunen. 29,6 % är katoliker, 24,5 % är reformert kristna och 45,9 % tillhör en annan trosinriktning eller saknar en religiös tillhörighet (2014).